# Luis Fajardo
Luis Alfonso Fajardo (ur. 18 stycznia 1963 roku w Medellin), piłkarz kolumbijski grający na pozycji pomocnika.

## Życiorys
Fajardo przez większą część swojej kariery związany był z jednym klubem, Atlético Nacional z rodzinnego miasta. Zdobył z nim między innymi Copa Libertadores w 1989 roku oraz mistrzostwo Kolumbii w 1991 roku.
W 1990 roku Fajardo był członkiem reprezentacji Kolumbii na Mistrzostwa Świata we Włoszech. Zagrał tam w 2 meczach: grupowym z RFN (1:1) oraz do 63. minuty w ćwierćfinale z Kamerunem (1:2 po dogrywce). Ogółem w reprezentacji Kolumbii Fajardo wystąpił w 15 meczach i zdobył jednego gola.